# Club Voleibol Son Amar
|  | No s'ha de confondre amb Club Voleibol Pòrtol. |

El Club de Voleibol Son Amar va ser un club de volley mallorquí fundat el 1970 i desaparegut el 1991. El nom prové de la possessió bunyolina de Son Amar, convertida en centre d'espectacles i restaurant que patrocinava el club.
L'agost de 1970, un grup d'amics mallorquins i turistes muntaren un equip de volley, que no començà a competir professionalment fins a 1973 a la Tercera Divisió amb Damià Seguí com a president del club. Durant les dues primeres temporades, el club va aconseguir dos ascensos consecutius, i així en dos anys havia assolit la Primera Divisió del volley estatal, ja amb qualque americà a la plantilla. Però la temporada 1974/75 l'equip va decidir no presentar-se a la Copa del Generalísimo, i per aquest motiu perderen la categoria tot i haver acabat setens.
Les tres temporades següents l'equip, per bé que no dissolt, no participà en cap competició fins que, per iniciativa del metge de l'equip, Carlos Sugar, el club reprengué l'activitat la temporada 1978/79, altra vegada a Tercera Divisió, de la qual ascendeixen al final de la temporada. La temporada següent, Seguí fitxà el col·locador iugoslau Pedro Bozic, i aconseguí de tornar a la Primera Divisió. Feliciano Mayoral, Miguel Ocón i, a mitjan temporada, l'americà Larry Benecke reforçaren l'equip la temporada 1980/81, i s'aconseguí el primer títol de lliga. Luis Álvarez Gómez, Jaime Fernández Barros i Francisco Sánchez Jover foren els reforços de la temporada següent, que acabà amb un doblet de lliga i copa.
La temporada 1982/1984, el club assolí la gesta de ser el primer equip de l'estat d'arribar a la final a quatre de la Copa d'Europa, després d'eliminar el Maccabi a vuitens per 6:1, l'Ibis a quarts per 4:3 i el Giessen per 5:3. Però a la final l'equip va acabar quart amb un balanç negatiu d'1:9.
A començament de la temporada 1984/85, Damià Seguí decidí de no continuar a la Primera Divisió i competiren a la Segona, per bé que amb part de la plantilla. L'equip torna a ascendir a la Primera División, on es va mantenir fins a la desaparició el 1991.
Com a fet notable, entre 1983 i 1988 el club obtengué un total de 124 victòries consecutives a la Lliga.
L'empresa de Son Amar reprengué la seva obra en volleyball el 2003, quan patrocinà el Club Voleibol Pòrtol en la seva empresa per la Primera Divisió. No obstant això, l'acord només s'allargà tres anys, i el 2006 el CV Pòrtol recobrà el seu nom.

## Palmarès
- Recopa d'Europa

Finalista el 1984
- Copa d'Europa

Bronze el 1990
- 7 Superlligues

(1981, 1982, 1984, 1986, 1987, 1988 i 1989)
- 6 Copes del Rei

(1982, 1984, 1986, 1987, 1988, 1990)
- 1 Supercopa d'Espanya de voleibol

(1990)